# Leó Forgács
Leó Forgács ( también conocido como Léo Fleischmann ) ( nacido el 5 de octubre de 1881 en Budapest, Hungría, fallecido el 17 de agosto de 1930 en Berettyóújfalu, Hajdú-Bihar, Hungría ) fue un ajedrecista húngaro.

## Biografía
Fleischmann comenzó su carrera internacional en Hanover en 1902, donde ganó en el Grupo B en el 13  Deutschen Schachbund (DSB). En 1904, quedó 6.º lugar en el "Gambito Rice" en el Torneo de Montecarlo. En el mismo año, fue 10.º en Coburg (14 Deutschen Schachbund (DSB). El Torneo fue ganado por Curt von Bardeleben , Carl Schlechter y Rudolf Swiderski. En 1905, ganó en Barmen ( Torneo B ). En 1905, quedó quinto en Viena, con victoria de Schlechter. En 1906, quedó 3.º-4.º en Núremberg (15 Deutschen Schachbund , triunfo de Frank Marshall ). Fue 5.º en el Torneo de Ajedrez de Ostende de 1907 ( Torneo de Maestros ), con victoria de Ossip Bernstein y Akiba Rubinstein. En 1907, ganó el segundo Campeonato húngaro en Székesfehérvár.
Después de 1908, Fleischmann cambia su apellido como Forgács. Quedó 14.º en el Memorial Chigorin en San Petersburgo en 1909, con victoria de Emanuel Lasker y Rubinstein. En 1910, quedó 9.º-10.º en Hamburgo ( 17 Deutschen Schachbund (DSB) ), triunfo de Schlechter. En 1911, fue tercero en San Remo, con victoria de Hans Fahrni. En 1912, quedó 13.º en el Torneo de Ajedrez de San Sebastián, siendo vencedor Rubinstein. En 1912, logró ser 3.º en Budapest, con triunfo de Milan Vidmar. En 1913, fue 3.º en Budapest, triunfo de Rudolf Spielmann.
En 1913, Forgacs abandonó las competeticiones para ejercer de ingeniero. Fue columnista de ajedrez en un periódico.

## Partidas más relevantes
- Leo Fleischmann vs Rudolf Swiderski, Montecarlo 1904, King's Gambit Accepted, Rice Gambit, C39, 1-0
- Aron Nimzowitsch vs Leo Fleischmann, Barmen 1905, Masters B, Scotch Game, Schmidt Variation, C47, 0-1
- Leó Forgács vs Savielly Tartakower, Sankt Petersburg 1909, French, C13, 1-0
- Richard Réti vs Leó Forgács, Budapest 1913, Ruy Lopez, Morphy Defense, Tarrasch Variation, C77, 0-1